# ATP Tour
ATP Tour (được gọi là ATP World Tour từ tháng 1 năm 2009 đến tháng 12 năm 2018) là một giải thi đấu quần vợt hàng đầu thế giới dành cho nam giới do Hiệp hội Quần vợt Chuyên nghiệp tổ chức. Giải hạng hai của nó là ATP Challenger Tour và hạng ba là ITF Men's World Tennis Tour.

## Các giải đấu ATP Tour
ATP Tour bao gồm ATP Masters 1000, ATP 500 và ATP 250. ATP cũng tổ chức giải ATP Challenger Tour, thấp hơn ATP Tour và ATP Champions Tour dành cho các vận động viên cao niên. Các giải Grand Slam, một phần nhỏ của giải quần vợt Olympic, Davis Cup và Giải quần vợt thế giới ITF cấp đầu vào không thuộc sự bảo trợ của ATP, mà do ITF và Ủy ban Olympic quốc tế (IOC) giám sát cho Thế vận hội. Tuy nhiên, trong những sự kiện này, điểm xếp hạng ATP được tính, ngoại trừ Thế vận hội. Các giải đấu vệ tinh ITF kéo dài bốn tuần đã bị chấm dứt vào năm 2007. Các tay vợt và đội đánh đôi có số điểm xếp hạng cao nhất (tính trong khoảng thời gian năm dương lịch) sẽ thi đấu ở giải ATP Finals kết thúc mùa giải, từ năm 2000–2008, được tổ chức cùng với Liên đoàn Quần vợt Quốc tế (ITF).